# DN Galan 2016
DN Galan 2016 – mityng lekkoatletyczny, który odbył się 16 czerwca w Sztokholmie. Zawody były ósmą odsłoną prestiżowej Diamentowej Ligi w sezonie 2016.

## Wyniki

### Mężczyźni
| Konkurencja:               | 1. miejsce         | Rezultat    | 2. miejsce            | Rezultat | 3. miejsce    | Rezultat |
| Bieg na 100 m              | Jak Ali Harvey     | 10,18       | Ben-Youssef Meïté     | 10,25    | Daniel Bailey | 10,31    |
| Bieg na 800 m              | Ferguson Rotich    | 1:45,07     | Pierre-Ambroise Bosse | 1:45,23  | Adam Kszczot  | 1:45,41  |
| Bieg na 5000 m             | Ibrahim Jeilan     | 13:03,22 PB | Yomif Kejelcha        | 13:03,66 | Muktar Edris  | 13:05,54 |
| Bieg na 400 m przez płotki | Javier Culson      | 49,43       | Kerron Clement        | 49,87    | Patryk Dobek  | 49,89    |
| Skok o tyczce              | Renaud Lavillenie  | 5,73        | Shawnacy Barber       | 5,65     | Mareks Ārents | 5,50     |
| Trójskok                   | Christian Taylor   | 17,59       | Troy Doris            | 16,70    | Chris Carter  | 16,52    |
| Pchnięcie kulą             | Tomas Walsh        | 21,13       | Michał Haratyk        | 20,54    | Tim Nedow     | 20,44    |
| Rzut oszczepem             | Ihab Abd ar-Rahman | 86,00       | Thomas Röhler         | 85,89    | Julius Yego   | 83,09    |

### Kobiety
| Konkurencja:                  | 1. miejsce             | Rezultat   | 2. miejsce           | Rezultat | 3. miejsce        | Rezultat   |
| Bieg na 200 m                 | Dina Asher-Smith       | 22,72      | Simone Facey         | 22,81    | Desiree Henry     | 22,88 PB   |
| Bieg na 400 m                 | Novlene Williams-Mills | 52,29      | Anyika Onuora        | 52,46    | Libania Grenot    | 52,62      |
| Bieg na 1500 m                | Angelika Cichocka      | 4:03,25 SB | Meraf Bahta          | 4:04,37  | Gudaf Tsegay      | 4:04,37    |
| Bieg na 100 m przez płotki    | Kendra Harrison        | 12,66      | Nia Ali              | 12,85    | Queen Harrison    | 12,87      |
| Bieg na 3000 m z przeszkodami | Ruth Jebet             | 9:08,37 MR | Beatrice Chepkoech   | 9:22,56  | Genevieve LaCaze  | 9:23,19 PB |
| Skok wzwyż                    | Ruth Beitia            | 1,93 SB    | Alessia Trost        | 1,90     | Kamila Lićwinko   | 1,90       |
| Skok w dal                    | Ivana Španović         | 6,90       | Brittney Reese       | 6,88     | Tianna Bartoletta | 6,68       |
| Rzut dyskiem                  | Sandra Perković        | 68,32      | Mélina Robert-Michon | 64,96 SB | Denia Caballero   | 63,85      |

## Rekordy
Podczas mityngu ustanowiono 1 rekord krajowy w kategorii seniorów:
| Zawodnik   | Reprezentacja | Konkurencja                        | Rezultat |
| ---------- | ------------- | ---------------------------------- | -------- |
| Ruth Jebet | Bahrajn       | bieg na 3000 metrów z przeszkodami | 9:08,37  |